# 42112 Hongkyumoon
42112 Hongkyumoon è un asteroide della fascia principale. Scoperto nel 2001, presenta un'orbita caratterizzata da un semiasse maggiore pari a 2,8543562 au e da un'eccentricità di 0,1535390, inclinata di 35,79289° rispetto all'eclittica.